# Super Godzilla
Super Godzilla – gra komputerowa z gatunku bijatyk, przeznaczona na konsolę Super Nintendo. W walkach biorą udział potwory znane z filmów z serii o Godzilli, japońskiej wytwórni Tōhō.

## Fabuła
Kosmici zaatakowali Ziemię. G-Force przy pomocy nadajnika zamontowanego na pokładzie Super X2 kontroluję Godzillę.